# Telecine Premium
Telecine Premium é um canal de televisão brasileiro pertencente à Rede Telecine, transmitido pela TV por assinatura nas operadoras Vivo TV, Claro TV, Sky Brasil e Oi TV com a transmissão de filmes que geralmente são estreias inéditas na televisão brasileira, que já foram atrações de maior bilheteria, lançamentos de grande sucesso, ou as mais recentes produções dos anos 1990.
Em 28 de abril de 2009 foi lançada versão em alta definição, inicialmente chamado Telecine HD, com a programação diferenciada do Telecine Premium. No dia 22 de outubro de 2010, a Globosat muda o nome do canal para Telecine Premium HD, e sua programação sendo a mesma do canal de definição padrão.

## Conteúdo
O canal segue a rotina de exibir os filmes de sua grade de programação, todos completamente sem intervalos. Todo sábado, às 22h, o canal estreia um filme de sucesso na sessão Super Estreia, a principal do Telecine. Também é exibida todo domingo, às 20h, no Telecine Pipoca.

### Filmes
O canal exibe filmes que já foram campeões de bilheteria. Nele são exibidos grandes e recentes conhecidos filmes da Universal Pictures, Paramount, Walt Disney Pictures, Metro-Goldwyn-Mayer e Dreamworks, ainda, filmes de produção independente.

### Séries que foram exibidas
- The Starter Wife
- Durham County

### Idiomas
O canal, possui como idioma padrão o português que é usado completamente nos comentários sobre a programação do canal (no comercial ou nas brechas de tela dos filmes em execução). Dos filmes exibidos no Telecine Premium quase todos possuem como idioma original o inglês.